# Trestickan, Dalsland
Trestickan är en sjö i Dals-Eds kommun i Dalsland och ingår i Örekilsälvens huvudavrinningsområde. Sjön har en area på 0,372 kvadratkilometer och ligger 180,4 meter över havet.

## Delavrinningsområde
Trestickan ingår i det delavrinningsområde (653397-127356) som SMHI kallar för Mynnar i Örekilsälven. Medelhöjden är 149 meter över havet och ytan är 13,77 kvadratkilometer. Räknas de 7 avrinningsområdena uppströms in blir den ackumulerade arean 30,4 kvadratkilometer. Hakån som avvattnar avrinningsområdet har biflödesordning 2, vilket innebär att vattnet flödar genom totalt 2 vattendrag innan det når havet efter 63 kilometer. Avrinningsområdet består mestadels av skog (57 procent), öppen mark (12 procent) och jordbruk (26 procent). Avrinningsområdet har 0,37 kvadratkilometer vattenytor vilket ger det en sjöprocent på 2,7 procent.